# 小森美果
小森 美果（こもり みか、1994年〈平成6年〉7月19日 - ）は、日本の元アイドル。愛知県名古屋市出身。元プロダクション尾木所属。女性アイドルグループ・AKB48の元メンバーである。

## 略歴
- 『AKB48 第四回研究生（7期生）オーディション』に合格。7期生では唯一の関東地方以外の出身者である。

2009年
- 6月24日、12thシングル「涙サプライズ!」でチーム研究生としては初の選抜メンバーに選出された。
- 8月23日に開催された『読売新聞創刊135周年記念コンサート AKB104選抜メンバー組閣祭り』の夜公演において、10月よりチームBメンバーに昇格することが発表され、2010年5月21日にチームBへ正式に昇格した。

2010年
- 1月8日 - 3月26日、AKB48メンバーが総出演したテレビ東京のドラマ『マジすか学園』では、当時の研究生で唯一主要キャスト（ムクチ役）として出演した。
- 5月から6月にかけて投票が実施された『AKB48 17thシングル 選抜総選挙「母さんに誓って、ガチです」』では30位で、アンダーガールズ入りを果たした。
- 6月30日からユニット「渡り廊下走り隊7」に参加。

2011年
- 4月16日に京セラドーム大阪で開催された全国握手会イベント「“AKB48祭り”Powered by『ネ申テレビ』」で21stシングル「Everyday、カチューシャ」が初披露された際に、同曲のシングル選抜メンバーに選定されたことが明らかにされた。12thシングル「涙サプライズ!」以来約2年ぶりとなる選抜入りで、正規メンバー昇格後は初となるが、事実上最後の選抜入りとなった。
- 5月から6月にかけて投票が実施された『AKB48 22ndシングル 選抜総選挙「今年もガチです」』では32位で、アンダーガールズ入りを果たした[2]。

2012年
- 5月から6月にかけて投票が実施された『AKB48 27thシングル 選抜総選挙』では64位で、フューチャーガールズ入りを果たした[3]。
- 9月17日、ファッションイベント「東京ランウェイ」に鈴木紫帆里とともに出演[4]。

2013年
- 5月9日、この日行われたチームBウェイティング公演にて、AKB48を卒業することを発表した[5]。
- 6月3日、AKB48劇場では最終出演となる、チームBウェイティング公演（小森美果 卒業公演）が行われた[6]。
- 7月7日、幕張メッセで行われた「さよならクロール」の劇場盤発売記念大握手会をもってAKB48を卒業。
- 8月9日、公式ブログで同月20日限りでの引退を表明[7]。
- 8月20日、芸能界を引退。同時に渡り廊下走り隊7からも脱退した[8]。

2014年
- 1月31日、プロレスイベント『TAKA&タイチ興行PART4』にゲストプレゼンターとして参加した[9]。
- 2月9日、Zepp DiverCity Tokyoで行われた渡り廊下走り隊7の解散コンサートにサプライズゲストとして参加する[10]。
- 11月22日、元AKB48で同期だった愛迫みゆ（愛乙女★DOLL）のバースデーライブにゲストとして出演[11]。
- 12月25日にスポーツジムトレーナーと結婚[12]。

2015年
- 3月31日、インターネット番組「松原夏海の723（なっつみぃ）チャレンジ!」（CHキタサンドウ）最終回に出演した[13]。
- 8月4日、第一子（女児）を出産[14][15]。

2016年
- 8月26日から、同じく元AKB48メンバーである内田眞由美が経営している飲食店「焼肉IWA」の従業員として勤務する[16]。現在は退社している。

2018年
- 1月10日、第二子となる次女を出産したことを判明する。

2019年
- 6月30日にTBSチャンネル1にて放送された『あん誰 同窓会』に卒業生として出演。芸能界を引退してからは初のテレビ出演となった。

## 人物
- 宝塚歌劇団が好きで、カラオケに行くと歌劇団の楽曲をよく歌う[17][18]。
- 6歳年上の姉[19]と3歳年上の兄がおり、兄は俳優の小森真誉[20][21]。

### プロレス
- 新日本プロレスの興行「レッスルキングダムVI IN 東京ドーム」にゲストとして来場したこともある[22]。新日本ではオカダ・カズチカ推しである[23]。
- 2012年6月18日発売号『週刊プレイボーイ』（集英社）における「新日本&全日本40周年特集」企画に、同じくプロレスファンの倉持明日香と参加した[24]。また、プロレス好きが買われて、『週刊プロレス』（ベースボール・マガジン社）誌上で2013年から連載コーナーを持つことが同誌2012年12月26日号（2012年12月12日発売）にて発表され、2013年10月2日号まで連載していた[25]。

### AKB48
- 元々アイドルにはあまり興味はなかったが、姉から「受けてみれば?」と勧められたのをきっかけでAKB48オーディションを受けた[19]。

## AKB48在籍時の参加楽曲

### シングルCD選抜楽曲
- 涙サプライズ!
- 「RIVER」に収録
  - 君のことが好きだから - 「アンダーガールズ」名義
- 「ポニーテールとシュシュ」に収録
  - マジジョテッペンブルース
  - 盗まれた唇 - 「アンダーガールズ」名義
- 「ヘビーローテーション」に収録
  - ラッキーセブン
  - 涙のシーソーゲーム - 「アンダーガールズ」名義
  - 野菜シスターズ - 「野菜シスターズ」名義
- 「Beginner」に収録
  - 僕だけのvalue - 「アンダーガールズ」名義
- 「チャンスの順番」に収録
  - 予約したクリスマス
  - ラブ・ジャンプ - 「チームB」名義
- 「桜の木になろう」に収録
  - 偶然の十字路 - 「アンダーガールズ」名義
- 誰かのために -What can I do for someone?-
- Everyday、カチューシャ
  - ヤンキーソウル[26]
- 「フライングゲット」に収録
  - 抱きしめちゃいけない - 「アンダーガールズ」名義
  - 青春と気づかないまま
  - 野菜占い - 「野菜シスターズ2011」名義
- 「風は吹いている」に収録
  - 君の背中 - 「アンダーガールズ」名義
- 「上からマリコ」に収録
  - 呼び捨てファンタジー - 「チームB」名義
- 「GIVE ME FIVE!」に収録
  - ユングやフロイトの場合 - 「スペシャルガールズC」名義
- 「真夏のSounds good !」に収録
  - 3つの涙 - 「スペシャルガールズ」名義
- 「ギンガムチェック」に収録
  - Show fight! - 「フューチャーガールズ」名義
- 「UZA」に収録
  - 正義の味方じゃないヒーロー - 「チームB」名義
- 「永遠プレッシャー」に収録
  - 永遠より続くように - 「OKL48」名義
- 「So long !」に収録
  - そこで犬のうんち踏んじゃうかね? - 「梅田TeamB」名義
- 「さよならクロール」に収録
  - ロマンス拳銃 - 「Team B」名義

### アルバムCD選抜楽曲
- 『ここにいたこと』に収録
  - 恋愛サーカス
  - わがままコレクション
  - チームB推し
  - ここにいたこと
- 『1830m』に収録
  - 青空よ 寂しくないか?

### 劇場公演ユニット曲
研究生「アイドルの夜明け」公演
- 片思いの対角線

チームB 4th Stage「アイドルの夜明け」
- 片思いの対角線（佐伯美香のアンダー。佐伯卒業後はレギュラーポジション）

チームA 5th Stage「恋愛禁止条例」
- スコールの間に（バックダンサー）
- 真夏のクリスマスローズ（バックダンサー）

THEATRE G-ROSSO「夢を死なせるわけにいかない」公演
- Confession（篠田麻里子・大堀恵・米沢瑠美のスタンバイ）

 チームB 5th Stage「シアターの女神」
- 嵐の夜には
- ロッカールームボーイ（北原里英のユニットアンダー）

梅田チームB ウェイティング公演
- 抱きしめられたら（チームK 5th Stage「逆上がり」、河西智美・倉持明日香のポジション / 小嶋陽菜・藤江れいなのアンダー）

## 作品

### 映像作品
- いわこも（2010年12月22日、イーネット・フロンティア） - EAN 4571369476196。
- みかぽんじゅ〜る（2011年1月26日、イーネット・フロンティア） - EAN 4571369476264。

## 出演

### テレビドラマ
- マジすか学園（2010年1月8日 - 3月26日、テレビ東京） - ムクチ 役
- マジすか学園2（2011年4月15日 - 7月1日、テレビ東京） - ムクチ 役
- So long ! 第3夜（2013年2月13日、日本テレビ）

### テレビアニメ
- クレヨンしんちゃん（2012年3月9日 - 16日、テレビ朝日） - こもりん 役

### その他のテレビ番組
- 速報!バトル☆メン（2012年4月7日 - 、FIGHTING TV サムライ） - 土曜コーナーレギュラー
- Rの法則（2012年11月5日 - 2013年7月、NHK Eテレ） - R'sメンバーとして不定期出演
- 5時に夢中!サタデー（2013年7月20日 - TOKYO MX） - 黒船特派員ガウの代打として出演

### ラジオ
- AKB48 明日までもうちょっと。（2009年10月19日 - 2010年3月29日・不定期出演、文化放送）
- AKB48 今夜は帰らない…（2010年8月23日 - 2011年4月25日、CBCラジオ） - レギュラー
- 渡り廊下走り隊7（2010年7月5日 - 2013年3月31日、ニッポン放送）

### 雑誌連載
- こもRING!!!〜小森美果のプロレスなんでもランキング〜（2013年1月30日号 - 10月2日号、ベースボールマガジン社「週刊プロレス」） - 隔週連載、全18回

## 書籍

### カレンダー
- 小森美果 2012年カレンダー（2011年11月19日、ハゴロモ）
- 卓上 小森美果 2013年カレンダー（2012年12月7日、ハゴロモ）